# Bisdom Uromi

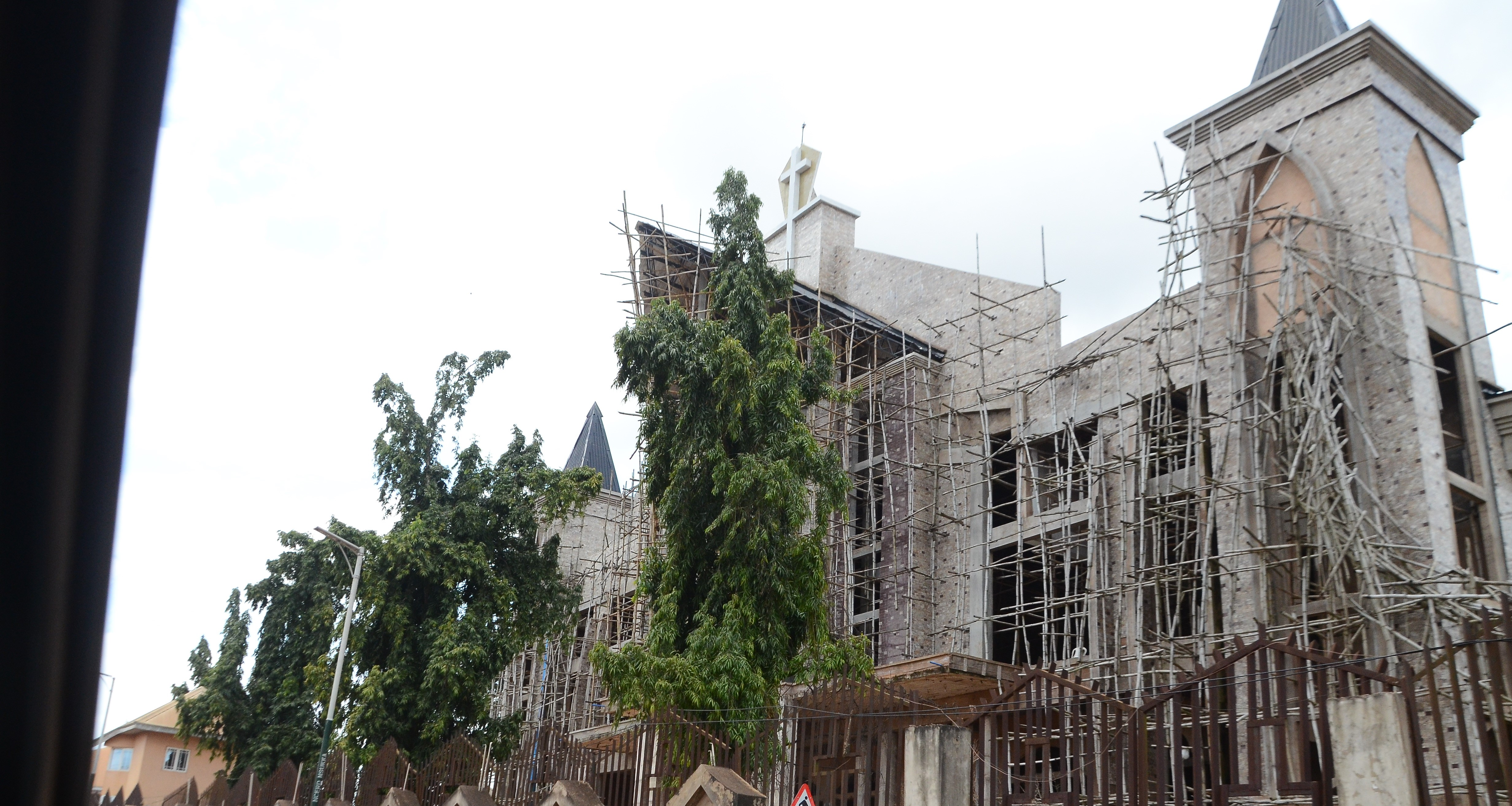
Sint-Antonius van Paduakathedraal van Uromi

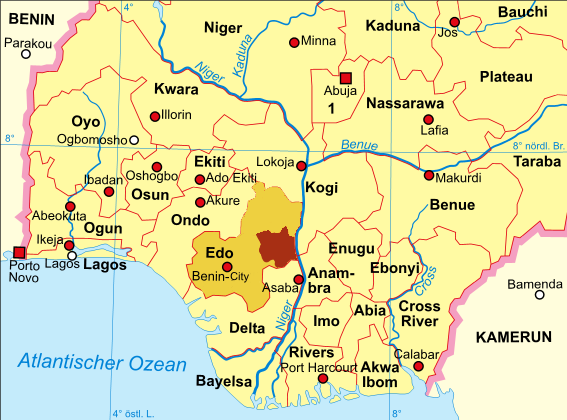
Het bisdom Uromi (rood) ligt in het oosten van Edo (donkergeel)

Het bisdom Uromi (Latijn: Dioecesis Uromiensis) is een rooms-katholiek bisdom met als zetel de stad Uromi in Nigeria. Het bisdom is suffragaan aan het aartsbisdom Benin City.

## Geschiedenis
Het bisdom werd opgericht op 14 december 2005, uit het aartsbisdom Benin City. 

## Parochies
In 2020 telde het bisdom 18 parochies. Het bisdom had in 2020 een oppervlakte van 2.938 km2 en telde 941.000 inwoners waarvan 20,6% rooms-katholiek was. Het bisdom bestaat uit het Esanland in de staat Edo. Het omvat de Local Government Area's (LGA) Esan West, Esan Central, Esan North East, Esan South East en Igueben.

## Bisschoppen
- Augustine Obiora Akubeze (14 december 2005 - 18 maart 2011)
- Donatus Aihmiosion Ogun (6 november 2014 - heden)

Benin City (aartsbisdom) · Auchi · Bomadi · Issele-Uku · Uromi · Warri